# Kenneth Tralnberg
Kenneth Tralnberg –conocido como Ken Tralnberg– (Prince Albert, 17 de julio de 1956) es un deportista canadiense que compitió en curling. Participó en los Juegos Olímpicos de Salt Lake City 2002, obteniendo una medalla de plata en la prueba masculina.

## Palmarés internacional
| Juegos Olímpicos | Juegos Olímpicos                | Juegos Olímpicos | Juegos Olímpicos |
| Año              | Lugar                           | Medalla          | Prueba           |
| ---------------- | ------------------------------- | ---------------- | ---------------- |
| 2002             | Salt Lake City (Estados Unidos) | Medalla de plata | Equipo           |